# Fílon de Alexandria
Fílon de Alexandria (grego: Φίλων ο Αλεξανδρινός Fílon o Alexandrinós, hebraico פילון האלכסנדרוני, Pilon ha-Alexandroni) foi um filósofo judeo-helenista (c. 15 a.C. — c. 50 d.C. ou c. 30 a.c. — c. 45 d.c.) que viveu durante o período do helenismo.

## Pensamento
Fílon tentou uma interpretação do Antigo Testamento à luz das categorias elaboradas pela filosofia grega e da alegoria filosófica para harmonizar as escrituras judaicas com a filosofia grega. Foi autor de obras onde expôs a sua visão platónica do judaísmo para tentar conciliar o conteúdo bíblico à tradição filosófica ocidental.
Seu método seguia as práticas tanto da exegese judaica quanto da filosofia estoica. Sua exegese alegórica foi importante para cristãos posteriores.

## Vida
O nome hebraico de Fílon provavelmente foi ou Yedidyah ou David. Ele era de uma das famílias judias mais ricas e influentes de Alexandria. Seu irmão Alexandre Lisímaco era um bom amigo do imperador romano Cláudio e um dos homens mais ricos do leste do Império Romano.
Fílon fez parte de uma embaixada judaica ao imperador Calígula no anno 39 ou 40, protestando contra a violência antijudaica e pedindo a restauração da liberdade de culto judaica que Calígula havia suspendido.
Fílon visitou o Templo em Jerusalém pelo menos uma vez em toda a sua vida. Foi educado na cultura helenista da época de Alexandria, com estudos particularmente nas tradições judaicas, no estudo das literaturas judaicas tradicionais bem como na filosofia grega.

## Filosofia
Fílon representa o ápice do sincretismo judaico-helenístico. Seu trabalho busca combinar Platão e Moisés em um único sistema filosófico.

### Interpretação alegórica
Fílon baseia suas doutrinas na Bíblia Hebraica, que ele considera a fonte e o padrão não apenas da verdade religiosa, mas de toda verdade. Suas declarações são o ἱερὸς λόγος, θεῖος λόγος e ὀρθὸς λόγος (palavra sagrada, palavra divina, palavra justa), pronunciadas às vezes diretamente e outras vezes pela boca de um profeta, especialmente por Moisés, a quem Fílon considera o verdadeiro meio de revelação. No entanto, ele distingue entre as palavras pronunciadas por Deus mesmo, como os Dez Mandamentos, e os decretos de Moisés (como as leis especiais).
Fílon considera a Bíblia como a fonte não apenas da revelação religiosa, mas também da verdade filosófica. Ele afirma que Moisés aprendeu matemática com os egípcios, astronomia e astrologia com os caldeus e outras disciplinas com os gregos. Ele diz que Moisés avançou além de seus professores, levando-os a aprender com ele. Fílon acreditava que os gregos, como Heráclito, tomaram ideias da lei mosaica. Ao aplicar o modo estoico de interpretação alegórica à Bíblia Hebraica, ele interpretou as histórias dos primeiros cinco livros como metáforas e símbolos elaborados para demonstrar que as ideias dos filósofos gregos já estavam presentes na Bíblia: o conceito de oposição binária de Heráclito, segundo Quem é o Herdeiro das Coisas Divinas? § 43 [i. 503]; e a concepção do homem sábio exposta por Zenão de Cítio, o fundador do estoicismo, em Todo Bom Homem é Livre, § 8 [ii. 454]. Fílon não rejeitou a experiência subjetiva do judaísmo antigo; no entanto, ele repetidamente explicou que a Septuaginta não pode ser entendida como uma história concreta e objetiva.
A interpretação alegórica de Fílon das escrituras permite que ele lide com eventos moralmente perturbadores e imponha uma explicação coesa das histórias. Especificamente, Fílon interpreta os personagens da Bíblia como aspectos do ser humano e as histórias da Bíblia como episódios da experiência humana universal. Por exemplo, Adão representa a mente e Eva, os sentidos. Noé representa tranquilidade, um estágio de justiça "relativa" — incompleta, mas em progresso. De acordo com Flávio Josefo, Fílon foi inspirado principalmente por Aristóbulo de Alexandria e pela escola alexandrina.

#### Numerologia
Fílon frequentemente se envolvia em numerologia inspirada no pitagorismo, explicando longamente a importância dos primeiros 10 numerais:
1. Um é o número de Deus e a base para todos os números.[21]
2. Dois é o número do cisma, daquilo que foi criado e da morte.[22]
3. Três é o número do corpo ("De Allegoriis Legum," i. 2 [i. 44]) ou do Ser Divino em conexão com seus poderes fundamentais ("De Sacrificiis Abelis et Caini," § 15 [i. 173]).
4. Quatro é potencialmente o que dez é atualmente: o número perfeito ("De Opificio Mundi," §§ 15, 16 [i. 10, 11], etc.); mas em um sentido maligno, quatro é o número das paixões, πάθη ("De Congressu Quærendæ Eruditionis Gratia." § 17 [i. 532]).
5. Cinco é o número dos sentidos e da sensibilidade ("De Opificio Mundi," § 20 [i. 14], etc.).
6. Seis, o produto dos números masculino e feminino 3×2 e em suas partes igual a 3+3, é o símbolo do movimento dos seres orgânicos ("De Allegoriis Legum," i. 2 [i. 44]).
7. Sete tem os atributos mais variados ("De Opiticio Mundi," §§ 30-43 [i. 21 et seq.]; comp. I. G. Müller, "Philo und die Weltschöpfung," 1841, p. 211).
8. Oito, o número do cubo, tem muitos dos atributos determinados pelos pitagóricos ("Quæstiones in Genesin," iii. 49 [i. 223, Aucher]).
9. Nove é o número da discórdia, de acordo com Gênesis xiv. ("De Congressu Qu. Eruditionis Gratia," § 17 [i. 532]).
10. Dez é o número da perfeição ("De Plantatione Noë," § 29 [i. 347]).

Fílon também determina os valores dos números 50, 70, 100, 12 e 120. Há também um extenso simbolismo de objetos. Fílon elabora sobre o extenso simbolismo dos nomes próprios, seguindo o exemplo da Bíblia e do Midrash, aos quais ele acrescenta muitas novas interpretações.

### Teologia
Fílon afirmou sua teologia tanto pela negação de ideias opostas quanto por explicações positivas detalhadas da natureza de Deus; ele contrastou a natureza de Deus com a natureza do mundo físico. Fílon não considerava Deus semelhante ao Céu, ao mundo ou ao homem; ele afirmava um Deus transcendente sem características físicas ou qualidades emocionais semelhantes às dos seres humanos. Seguindo Platão, Fílon equipara a matéria ao nada e vê seu efeito na falácia, discórdia, dano e decadência das coisas. Apenas a existência de Deus é específica; nenhum predicado apropriado pode ser concebido. Para Fílon, Deus existe além do tempo e do espaço e não faz intervenções especiais no mundo porque Deus já engloba todo o cosmos.
Fílon também integrou teologias selecionadas da tradição rabínica, incluindo a transcendência de Deus, e a incapacidade da humanidade de contemplar um Deus inefável. Ele argumentou que Deus não tem atributos (ἁπλοῡς) — consequentemente, nenhum nome (ἅρρητος) — e, portanto, não pode ser percebido pelo homem (ἀκατάληπτος). Além disso, ele postulou que Deus não pode mudar (ἅτρεπτος): Deus é sempre o mesmo (ἀΐδιος). Deus não precisa de nenhum outro ser (χρῄζει γὰρ οὐδενὸς τὸ παράπαν) para a autoexistência ou a criação de coisas materiais, e Deus é autossuficiente (ἑαυτῷ ἱκανός). Deus nunca pode perecer (ἅφθαρτος), é autoexistente (ὁ ὤν, τὸ ὄν) e não tem relações com nenhum outro ser (τὸ γὰρ ὄν, ᾗ ὄν ἐστιν, οὐχὶ τῶν πρός τι).

#### Antropomorfismo
Fílon considerava o antropomorfismo da Bíblia uma impiedade incompatível com a concepção platônica de "Deus em oposição à matéria", interpretando em vez disso a atribuição a Deus de mãos e pés, olhos e ouvidos, língua e traqueia, como alegorias. Na interpretação de Fílon, a escritura hebraica se adapta às concepções humanas, e assim Deus é ocasionalmente representado como um homem por razões pedagógicas. O mesmo vale para os atributos antropopáticos de Deus. Deus, como tal, não é afetado por emoções irracionais, como aparece em Êxodo 32:12, onde Moisés, dilacerado por seus sentimentos, percebe que apenas Deus está calmo. Ele está livre de tristeza, dor e outras afecções. Mas Deus é frequentemente representado como dotado de emoções humanas, e isso serve para explicar expressões referentes ao arrependimento humano no contexto judaico antigo.
Da mesma forma, Deus não pode existir ou mudar no espaço. Ele não tem "onde" (πού, obtido mudando o acento em Gênesis 3:9: "Adão, onde [ποῡ] estás?"), não está em nenhum lugar. Ele é o próprio lugar; a morada de Deus significa o mesmo que Deus mesmo, como na Mishná = "Deus é" (comp. Freudenthal, "Hellenistische Studien," p. 73), correspondendo ao princípio da filosofia grega de que a existência de todas as coisas está resumida em Deus. Deus como tal é imóvel, como a Bíblia indica pela frase "Deus está de pé".

#### Atributos divinos
Fílon procurou encontrar o Ser Divino ativo e agindo no mundo, em concordância com o estoicismo, mas sua concepção platônica da matéria como má exigia que ele colocasse Deus fora do mundo para evitar que Deus tivesse qualquer contato com o mal. Portanto, ele foi obrigado a separar do Ser Divino a atividade exibida no mundo e transferi-la para os poderes divinos, que, consequentemente, às vezes eram inerentes a Deus e outras vezes exteriores a Deus. Para equilibrar essas concepções platônicas e estoicas, Fílon concebeu esses atributos divinos como tipos ou padrões de coisas reais ("ideias arquetípicas") de acordo com Platão, mas também os considerou como as causas eficientes que não apenas representam os tipos das coisas, mas também as produzem e mantêm. Fílon procurou harmonizar essa concepção com a Bíblia designando esses poderes como anjos. Fílon concebe os poderes tanto como hipóstases independentes quanto como atributos imanentes de um Ser Divino.
Da mesma forma, Fílon contrasta os dois atributos divinos de bondade e poder (ἄγαθότης e ἀρχή, δίναμις χαριστική e συγκολαστική) expressos nos nomes de Deus; designando "Yhwh" como Bondade, Fílon interpretou "Elohim" (LXX. Θεός) como designando o "poder cósmico"; e como ele considerava a Criação a prova mais importante da bondade divina, ele encontrou a ideia de bondade especialmente em Θεός.

#### Logos
Fílon também trata os poderes divinos de Deus como um único ser independente, ou demiurgo, que ele designa "Logos". A concepção de Logos de Fílon é influenciada pela concepção de Heráclito do "Logos divisório" (λόγος τομεύς), que chama os vários objetos à existência pela combinação de contrastes ("Quis Rerum Divinarum Heres Sit," § 43 [i. 503]), bem como pela caracterização estoica do Logos como o poder ativo e vivificante.
Mas Fílon seguiu a distinção platônica entre matéria imperfeita e Forma perfeita, e a concepção de Logos de Fílon está diretamente relacionada à visão platônica média de Deus como imóvel e completamente transcendente; portanto, seres intermediários eram necessários para preencher a enorme lacuna entre Deus e o mundo material. O Logos era o mais alto desses seres intermediários e era chamado por Fílon de "o primogênito de Deus".
Fílon também adaptou elementos platônicos ao designar o Logos como a "ideia das ideias" e a "ideia arquetípica". Fílon identificou as Ideias de Platão com os pensamentos do demiurgo. Esses pensamentos constituem o conteúdo do Logos; eles eram os selos para fazer coisas sensuais durante a criação do mundo. O Logos se assemelha a um livro com paradigmas das criaturas. O projeto de um arquiteto antes da construção de uma cidade serve a Fílon como outra analogia do Logos. Desde a criação, o Logos une as coisas. Como receptáculo e detentor de ideias, o Logos é distinto do mundo material. Ao mesmo tempo, o Logos permeia o mundo, sustentando-o. Essa imagem de Deus é o tipo para todas as outras coisas (a "Ideia Arquetípica" de Platão), um selo impresso nas coisas. O Logos é uma espécie de sombra projetada por Deus, tendo os contornos, mas não a luz ofuscante do Ser Divino. Ele chama o Logos de "segundo deus [deuteros theos]" o "nome de Deus", 
Há, além disso, elementos bíblicos: Fílon conecta sua doutrina do Logos com as Escrituras, primeiro de tudo, com base em Gênesis 1:27, a relação do Logos com Deus. Ele traduz esta passagem da seguinte forma: "Ele fez o homem à imagem de Deus", concluindo a partir disso que uma imagem de Deus existia. O Logos também é designado como "sumo sacerdote" em referência à posição exaltada que o sumo sacerdote ocupava após o Exílio como o centro físico da relação dos judeus com Deus. O Logos, como o sumo sacerdote, é o expiador dos pecados dos judeus e o mediador e advogado da humanidade diante de Deus: ἱκέτης, e παράκλητος. Ele coloca as mentes humanas em ordem. A razão correta é uma lei infalível, a fonte de todas as outras leis. O anjo que bloqueia o caminho de Balaão em Números 22:22–35 é interpretado por Fílon como uma manifestação do Logos, que age como a consciência de Balaão — ou da humanidade. Como tal, o Logos se torna o aspecto do divino que opera no mundo, por meio do qual o mundo é criado e sustentado.
Peter Schäfer argumenta que o Logos de Fílon foi derivado de sua compreensão da "literatura sapiencial pós-bíblica, em particular a Sabedoria de Salomão". A Sabedoria de Salomão é uma obra judaica composta em Alexandria, Egito, por volta do século I a.C., para fortalecer a fé da comunidade judaica em um mundo grego hostil. É um dos sete livros sapienciais incluídos na Septuaginta.

### Alma
O Logos tem uma relação especial com a humanidade. Fílon parece ver os humanos como uma tricotomia de nous (mente), psique (alma) e soma (corpo), que era comum à visão helenística da relação mente-corpo. Nos escritos de Fílon, no entanto, mente e espírito são usados de forma intercambiável. A alma é o tipo; o homem é a cópia. A semelhança é encontrada na mente (νοῦς) dos humanos. Para a formação do nous, o indivíduo tem o Logos como um padrão a seguir. Este último também atua aqui como "o divisor" (τομεύς), separando e unindo. O Logos, como "intérprete", anuncia os desígnios de Deus para a humanidade, atuando nesse aspecto como profeta e sacerdote. Como o último, o Logos suaviza as punições, tornando o poder misericordioso de Deus mais forte do que o punitivo. O Logos tem uma influência mística especial sobre a alma humana, iluminando-a e nutrindo-a com alimento espiritual superior, como o maná, do qual o menor pedaço tem a mesma vitalidade que o todo.

### Ética e política
A ética de Fílon foi fortemente influenciada pelo pitagorismo e pelo estoicismo, preferindo uma moralidade de virtudes sem paixões, como desejo e ira, mas com uma "simpatia humana comum". Comentadores também podem inferir de sua missão a Calígula que Fílon estava envolvido na política. No entanto, a natureza de suas crenças políticas, especialmente seu ponto de vista sobre o Império Romano, é um assunto de debate.

Fílon sugeriu em seus escritos que um homem prudente deve ocultar sua opinião genuína sobre tiranos:
Citação: ele necessariamente tomará a cautela como um escudo, como uma proteção para evitar sofrer qualquer mal súbito e inesperado; pois, como imagino o que um muro é para uma cidade, a cautela é para um indivíduo. Esses homens não falam tolices, não estão loucos, que desejam exibir sua inexperiência e liberdade de expressão a reis e tiranos, às vezes ousando falar e fazer coisas em oposição à sua vontade? Eles não percebem que não apenas colocaram seus pescoços sob o jugo como animais brutos, mas também entregaram e traíram seus corpos e almas inteiros, suas esposas e filhos, seus pais e todo o resto de seus numerosos parentes e comunidade de outras relações? ... quando uma oportunidade surge, é uma coisa boa atacar nossos inimigos e derrubar seu poder; mas quando não temos tal oportunidade, é melhor ficar quieto

## Obras de Fílon
- De Aeternitate Mundi ( Mundialistas )
- De Abrahamo
- De Migratione Abrahami
- De Mutatione Nominum
- De Plantatione
- De Agricultura
- De Confusione Linguarum
- De Congressu Eruditiones Gratia
- De Decalogo
- De Sacrificius Abelis et Cainis
- De Posteritate Caini
- De Ebrietate
- De Escrecationibus
- De Fuga et Inventione
- De Gigantibus
- De Josepho
- De Opificio Mundi
- De Vita Contemplativa
- De Vita Mosis
- De Sobrietate
- De Somniis
- De Specialibus Legibus
- De Virtutibus
- De Praemiis et Poenis
- Legum Allegoriae
- Legatio ad Gaium
- In Flaccus
- Quaestiones in Genesim
- Quaestiones in Exodum
- Quis Serem Divinarum Heres Sit
- Quod Deterius Potiori Insidari Soleat
- Quod Deus Sit Immutabilis
- Quod Omnis Probus Líber Sit